# ام‌تی فینکس (۱۹۷۴)
ام‌تی فینکس (۱۹۷۴) (به انگلیسی: MT Phoenix (1974)) یک کشتی بود که طول آن ۱۶۴ متر (۵۳۸ فوت) بود. این کشتی در سال ۱۹۷۴ ساخته شد.